# Michał Jakóbowski
Michał Jakóbowski (ur. 8 września 1992 w Radziejowie) – polski piłkarz występujący na pozycji skrzydłowego w polskim klubie Warta Poznań.

## Kariera klubowa

### Lech Poznań
W 2007 dołączył do akademii Lecha Poznań.

### Warta Poznań
1 lutego 2012 został wysłany na wypożyczenie do klubu Warta Poznań. Zadebiutował 1 kwietnia 2012 w meczu I ligi przeciwko Sandecji Nowy Sącz (1:2), w którym zdobył swoją pierwszą bramkę.

### Lech Poznań
30 czerwca 2013 powrócił do drużyny z wypożyczenia. Zadebiutował w drużynie rezerw w meczu III ligi przeciwko Gromowi Plewiska (1:1), w którym zdobył swoją pierwszą bramkę. W pierwszej drużynie zadebiutował 23 września 2013 w meczu Ekstraklasy przeciwko Piastowi Gliwice (0:2). W sezonie 2013/14 jego zespół zajął drugie miejsce w tabeli zdobywając wicemistrzostwo Polski.

### Bytovia Bytów
1 lipca 2014 przeszedł do zespołu Bytovii Bytów. Zadebiutował 19 lipca 2014 w meczu Pucharu Polski przeciwko Pogoni Siedlce (2:1). W I lidze zadebiutował 2 sierpnia 2014 w meczu przeciwko Wiśle Płock (3:2). Pierwszą bramkę zdobył 18 października 2014 w meczu ligowym przeciwko Widzewowi Łódź (0:1).

### Chojniczanka Chojnice
1 lipca 2016 podpisał kontrakt z klubem Chojniczanka Chojnice. Zadebiutował 23 lipca 2016 w meczu Pucharu Polski przeciwko Kotwicy Kołobrzeg (2:3). W I lidze zadebiutował 31 lipca 2016 w meczu przeciwko Zagłębiu Sosnowiec (2:2). Pierwszą bramkę zdobył 10 sierpnia 2016 w meczu Pucharu Polski przeciwko Stali Mielec (2:0). Pierwszą bramkę w lidze zdobył 24 sierpnia 2016 w meczu przeciwko Podbeskidziu Bielsko-Biała (0:1).

### Bytovia Bytów
1 lipca 2017 przeszedł do drużyny Bytovii Bytów. Zadebiutował 15 lipca 2017 w meczu Pucharu Polski przeciwko ŁKS-owi 1926 Łomża (2:4), w którym zdobył swoją pierwszą bramkę. W I lidze zadebiutował 29 lipca 2017 w meczu przeciwko Stomilowi Olsztyn (3:1).

### Warta Poznań
7 stycznia 2019 podpisał kontrakt z zespołem Warty Poznań. Zadebiutował 2 marca 2019 w meczu I ligi przeciwko Bytovii Bytów (0:0). Pierwszą bramkę zdobył 10 marca 2019 w meczu ligowym przeciwko Podbeskidziu Bielsko-Biała (4:3). 31 lipca 2020 wystąpił w finale baraży o grę w Ekstraklasie przeciwko Radomiakowi Radom (2:0) i awansował do najwyższej ligi. W Ekstraklasie zadebiutował 23 sierpnia 2020 w meczu przeciwko Lechii Gdańsk (0:1). Pierwszą bramkę w lidze zdobył 5 grudnia 2020 w meczu przeciwko Jagiellonii Białystok (4:3).

## Statystyki

### Klubowe
(aktualne na dzień 9 lutego 2021)
| Klub                  | Sezon              | Liga               | Liga  | Liga   | Puchar kraju | Puchar kraju | Inne  | Inne   | Suma  | Suma   |
| Klub                  | Sezon              | Liga               | Mecze | Bramki | Mecze        | Bramki       | Mecze | Bramki | Mecze | Bramki |
| --------------------- | ------------------ | ------------------ | ----- | ------ | ------------ | ------------ | ----- | ------ | ----- | ------ |
| Warta Poznań (wyp.)   | 2011/12            | I liga             | 11    | 2      | 0            | 0            | –     | –      | 11    | 2      |
| Warta Poznań (wyp.)   | 2012/13            | I liga             | 29    | 0      | 3            | 0            | –     | –      | 32    | 0      |
| Warta Poznań (wyp.)   | Ogólnie            | Ogólnie            | 40    | 2      | 3            | 0            | 0     | 0      | 43    | 2      |
| Lech Poznań           | 2013/14            | Ekstraklasa        | 3     | 0      | 0            | 0            | –     | –      | 3     | 0      |
| Lech Poznań           | Ogólnie            | Ogólnie            | 3     | 0      | 0            | 0            | 0     | 0      | 3     | 0      |
| Lech II Poznań        | 2013/14            | III liga           | 32    | 9      | 0            | 0            | –     | –      | 32    | 9      |
| Lech II Poznań        | Ogólnie            | Ogólnie            | 32    | 9      | 0            | 0            | 0     | 0      | 32    | 9      |
| Bytovia Bytów         | 2014/15            | I liga             | 26    | 2      | 1            | 0            | –     | –      | 27    | 2      |
| Bytovia Bytów         | 2015/16            | I liga             | 22    | 4      | 3            | 0            | –     | –      | 25    | 4      |
| Bytovia Bytów         | Ogólnie            | Ogólnie            | 48    | 6      | 4            | 0            | 0     | 0      | 52    | 6      |
| Chojniczanka Chojnice | 2016/17            | I liga             | 23    | 2      | 2            | 1            | –     | –      | 25    | 3      |
| Chojniczanka Chojnice | Ogólnie            | Ogólnie            | 23    | 2      | 2            | 1            | 0     | 0      | 25    | 3      |
| Bytovia Bytów         | 2017/18            | I liga             | 31    | 5      | 6            | 0            | –     | –      | 37    | 5      |
| Bytovia Bytów         | 2018/19            | I liga             | 21    | 4      | 2            | 0            | –     | –      | 23    | 4      |
| Bytovia Bytów         | Ogólnie            | Ogólnie            | 52    | 9      | 8            | 0            | 0     | 0      | 60    | 9      |
| Warta Poznań          | 2018/19            | I liga             | 12    | 1      | 0            | 0            | –     | –      | 12    | 1      |
| Warta Poznań          | 2019/20            | I liga             | 31    | 5      | 1            | 0            | 2     | 1      | 34    | 6      |
| Warta Poznań          | 2020/21            | Ekstraklasa        | 14    | 2      | 3            | 0            | –     | –      | 17    | 2      |
| Warta Poznań          | Ogólnie            | Ogólnie            | 57    | 8      | 4            | 0            | 2     | 1      | 63    | 9      |
| Ogólnie w karierze    | Ogólnie w karierze | Ogólnie w karierze | 255   | 36     | 21           | 1            | 2     | 1      | 278   | 38     |

## Sukcesy

### Lech Poznań
- Wicemistrzostwo Polski (1×): 2013/2014